# United Productions of America

United Productions of America, mieux connu sous l'abréviation UPA, est un studio d'animation des années 1940 à 1970. UPA a été fondé en 1945 par trois anciens des Walt Disney Productions à la suite de la 1re grève des studios Disney. Stephen Bosustow de l' 
UPA a commencé son activité en produisant des films de propagande durant la Seconde Guerre mondiale. Après cette période, UPA a créé des courts métrages pour Columbia Pictures, notamment avec la série Mister Magoo.

## Histoire

### Début
L'origine de la création d'UPA se trouve dans la grève des studios Disney où plusieurs personnes quittèrent le studio Disney. En 1943, Joseph Bosustow, David Hilberman et Zachary Schwartz créèrent « Industrial Film and Poster Service » qui est la première incarnation d'UPA.
En 1944, le film de propagande Hell-Bent for Election (en) est conçu par Schwartz et Charles M. Jones, pour la réélection du Président Franklin Delano Roosevelt. En 1945, le film Brotherhood of Man est réalisé par Robert Cannon.
En 1946, Hilberman et Schwartz quittent la compagnie UPA et vendent leurs parts de l'entreprise à Bosustow.

### Columbia Pictures
Avec la fin de la Seconde Guerre mondiale la demande de films de propagande diminue, l'avenir d'UPA est incertain mais au même moment le studio Columbia Pictures rencontre avec ses courts métrages d'animation produits par Screen Gem Studio plusieurs échecs et réfléchissent à un remplacement de ce studio. En 1948, UPA devient producteur de cartoon pour le grand public pour Columbia Pictures.
Au milieu des années 1950, le studio se diversifie notamment avec les séries télévisuelles The Gerald Mc Boing Boing Show. En 1956, UPA a produit le Boing Boing-Show autour de Gerald McBoing Boing, pour la chaîne de télévision Columbia Broadcasting System.
Dans les années 1960, UPA a produit les séries télévisées Mr. Magoo et Dick Tracy et d'autres émissions spéciales comme Mister Magoo's Christmas Carol. En 1959, UPA publie son premier long métrage d'animation Les Aventures d'Aladin (1001 Arabian Nights) avec Mr. Magoo.

### Années 1960 et 1970: Saperstein et Tōhō
En 1960, Stephen Bosustow vend sa participation majoritaire d'UPA à Henry G. Saperstein. À partir de 1960, UPA abandonne peu à peu ses travaux de métrages d'animation, la section d'animation du studio ferme en 1970. UPA vend sa bibliothèque de dessins animés mais garde les licences et copyright de ses personnages Mr. Magoo, Gerald McBoing-Boing et des autres personnages d'UPA. Le Studio a trois bureaux: à Burbank, New York et Londres.
En 1970, Saperstein conclut un contrat avec Tōhō pour distribuer ses « Monstres géants » (voir Kaijū et Tokusatsu) aux États-Unis.

### Années 2000: Absorption par  DreamWorks Animation
Au début des années 2000 UPA a été racheté par Classic Media et en 23 juillet 2012 DreamWorks Animation acquiert Classic Media pour 155 millions de dollars. UPA appartient donc à DreamWorks Animation.

DreamWorks Animation détient maintenant les droits sur la plupart de la libraire d'UPA et est détenteur des droits de licence du personnage de Mr. Magoo.

## Personnages et séries...
- Mister Magoo est un personnage célèbre d'UPA créé par John Hubley, il apparaît pour la première fois dans The Ragtime Bear en 1949, il est repris par Pete Burness[4].

- Gerald Mc Boing Boing, à partir de 1951, créé par Robert Cannon.
- Madeline, 1952 créé par Robert Cannon.
- Willie the Kid, 1952 créé par Robert Cannon.
- Le Cœur révélateur, 1953 (The Tell-Tale Heart) créé par Ted Parmelee scénario de Edgar Allan Poe
- Les Nouveaux Habits de l'empereur, 1953 (The Emperor's New Clothes) créé par Ted Parmelee.
- Licorne dans le jardin, 1953 (Unicorn in the Garden, 1953) par Bill Hurtz scénario de James Thurber.
- Fudget's Budget, 1954 créé par Bob Cannon.
- Flebus, 1957 créé par Gene Deitch et Ernest Pintoff.
- Le Jongleur de Notre-Dame, 1957 (The Juggler of Notre-Dame) créé par Gene Deitch et Al Kouzel.

## Collaborateurs
- John Hubley
- Pete Burness qui quitte le studio UPA en 1958 pour rejoindre Jay Ward Productions
- Bill Hurtz
- Jimmy Teru Murakami
- Ted Parmelee
- Robert Cannon
- Ernest Pintoff
- Gene Deitch
- Al Kouzel

## Analyse
L'héritage de United Productions of America dans l'histoire de l'animation a été largement masqué par le succès commercial des grands studios comme Warner Brothers et Walt Disney Pictures. Néanmoins, le studio UPA a eu un impact significatif sur l'animation tant sur le plan du style que de la technique et ses innovations ont été reconnues et adoptées par les autres grands studios d'animation. Le studio UPA est un pionnier de l'animation limitée. Bien que ce style d'animation ait été surtout utilisé durant les années 1960 et 1970 pour réduire les coûts, il a été initialement conçu comme une stylistique alternative à la tendance croissante (en particulier chez Disney) de recréer un certain réalisme dans les films d'animation.
La technique d'animation limitée d'UPA se caractérise par des traits fins voire inexistants pour les contours, une perspective par aplats et des couleurs peu usuelles.

## Prix, récompenses et nominations
- En 1954, le prix pour The Tell-Tale Heart (en) (1953) par l'International Film Festival de Sao Paulo, au Brésil[5].
- Pendant les années 1950, 12 nominations pour le « Best Animated Short Subject » on eut lieu, dont 3 gagnés[5],[6] :
- un en 1950 : Gerald McBoing-Boing,
- un en 1955 : When Magoo Flew,
- un en 1956 : Magoo's Puddle Jumper